# Confederation Cup 2010 (hockey in-line)
La Confederation Cup 2010 è stata la 3ª edizione della omonima competizione europea per squadre di club di hockey in-line. È stata disputata dal 30 ottobre al 29 novembre 2010; la final eight è stato disputata a Trieste in Italia. 
Il Grenoble Yetis si è aggiudicato il trofeo per la seconda volta nella sua storia sconfiggendo in finale l'Edera Trieste.

## Squadre partecipanti
| - Charleroi Wolves - Phoenix Bruxelles - Caen - Grenoble Yetis - Hawks d’Angers - Les Écureuils d'Amiens - Villeneuve-la-Garenne - DEG Rhein - Mannheim - Edera Trieste | - Lions Arezzo - Monleale - Pirati Civitavecchia - CPL Valladolid - Gran Canaria - Rubì - Tres Cantos - Laupersdorf - IhcSF Linth - Razorbacks Zug |

## Partite

### Prima fase

#### Girone A
| Squadra        | Pt | G | V | N | P | GF | GS | DR  |
| -------------- | -- | - | - | - | - | -- | -- | --- |
| CPL Valladolid | 8  | 4 | 4 | 0 | 0 | 39 | 3  | +36 |
| Hawks d’Angers | 6  | 4 | 3 | 0 | 1 | 19 | 17 | +2  |
| Monleale       | 4  | 4 | 2 | 0 | 2 | 6  | 19 | -13 |
| Laupersdorf    | 2  | 4 | 1 | 0 | 3 | 14 | 16 | -2  |
| Mannheim       | 0  | 4 | 0 | 0 | 4 | 12 | 35 | -23 |

| Valladolid 30 ottobre 2010 | CPL Valladolid | 7 – 0 | Laupersdorf |  |

| Valladolid 30 ottobre 2010 | Monleale | 1 – 4 | Hawks d’Angers |  |

| Valladolid 30 ottobre 2010 | Mannheim | 4 – 11 | Laupersdorf |  |

| Valladolid 30 ottobre 2010 | Hawks d’Angers | 1 – 6 | CPL Valladolid |  |

| Valladolid 30 ottobre 2010 | Mannheim | 1 – 2 | Monleale |  |

| Valladolid 31 ottobre 2010 | Monleale | 1 – 0 | Laupersdorf |  |

| Valladolid 31 ottobre 2010 | Hawks d’Angers | 10 – 7 | Mannheim |  |

| Valladolid 31 ottobre 2010 | CPL Valladolid | 12 – 0 | Mannheim |  |

| Valladolid 31 ottobre 2010 | Laupersdorf | 3 – 4 | Hawks d’Angers |  |

| Valladolid 31 ottobre 2010 | Monleale | 2 – 14 | CPL Valladolid |  |

#### Girone B
| Squadra                | Pt | G | V | N | P | GF | GS | DR  |
| ---------------------- | -- | - | - | - | - | -- | -- | --- |
| Les Écureuils d'Amiens | 6  | 4 | 3 | 0 | 1 | 17 | 9  | +8  |
| Gran Canaria           | 6  | 4 | 3 | 0 | 1 | 27 | 12 | +15 |
| Edera Trieste          | 5  | 4 | 2 | 1 | 1 | 26 | 18 | +8  |
| IhcSF Linth            | 3  | 4 | 1 | 1 | 2 | 17 | 15 | +2  |
| DEG Rhein              | 0  | 4 | 0 | 0 | 4 | 11 | 44 | -33 |

| Kaltbrunn 30 ottobre 2010 | IhcSF Linth | 3 – 3 | Edera Trieste |  |

| Kaltbrunn 30 ottobre 2010 | DEG Rhein | 1 – 11 | Gran Canaria |  |

| Kaltbrunn 30 ottobre 2010 | Edera Trieste | 5 – 1 | Les Écureuils d'Amiens |  |

| Kaltbrunn 30 ottobre 2010 | Gran Canaria | 6 – 3 | IhcSF Linth |  |

| Kaltbrunn 30 ottobre 2010 | DEG Rhein | 1 – 9 | Les Écureuils d'Amiens |  |

| Kaltbrunn 31 ottobre 2010 | IhcSF Linth | 10 – 3 | DEG Rhein |  |

| Kaltbrunn 31 ottobre 2010 | Les Écureuils d'Amiens | 4 – 2 | Gran Canaria |  |

| Kaltbrunn 31 ottobre 2010 | DEG Rhein | 6 – 14 | Edera Trieste |  |

| Kaltbrunn 31 ottobre 2010 | Les Écureuils d'Amiens | 3 – 1 | IhcSF Linth |  |

| Kaltbrunn 31 ottobre 2010 | Gran Canaria | 8 – 4 | Edera Trieste |  |

#### Girone C
| Squadra               | Pt | G | V | N | P | GF | GS | DR  |
| --------------------- | -- | - | - | - | - | -- | -- | --- |
| Caen                  | 7  | 4 | 3 | 1 | 0 | 17 | 6  | +11 |
| Villeneuve-la-Garenne | 6  | 4 | 3 | 0 | 1 | 19 | 8  | +11 |
| Rubì                  | 5  | 4 | 2 | 1 | 1 | 19 | 8  | +11 |
| Charleroi Wolves      | 2  | 4 | 1 | 0 | 3 | 10 | 21 | -11 |
| Phoenix Bruxelles     | 0  | 4 | 0 | 0 | 4 | 2  | 24 | -22 |

| Caen 30 ottobre 2010 | Villeneuve-la-Garenne | 7 – 0 | Phoenix Bruxelles |  |

| Caen 30 ottobre 2010 | Charleroi Wolves | 1 – 9 | Rubì |  |

| Caen 30 ottobre 2010 | Villeneuve-la-Garenne | 2 – 4 | Caen |  |

| Caen 30 ottobre 2010 | Charleroi Wolves | 7 – 1 | Phoenix Bruxelles |  |

| Caen 30 ottobre 2010 | Rubì | 3 – 3 | Caen |  |

| Caen 31 ottobre 2010 | Villeneuve-la-Garenne | 6 – 2 | Charleroi Wolves |  |

| Caen 31 ottobre 2010 | Phoenix Bruxelles | 0 – 5 | Rubì |  |

| Caen 31 ottobre 2010 | Caen | 5 – 0 | Charleroi Wolves |  |

| Caen 31 ottobre 2010 | Villeneuve-la-Garenne | 4 – 2 | Rubì |  |

| Caen 31 ottobre 2010 | Caen | 5 – 1 | Phoenix Bruxelles |  |

#### Girone D
| Squadra              | Pt | G | V | N | P | GF | GS | DR  |
| -------------------- | -- | - | - | - | - | -- | -- | --- |
| Pirati Civitavecchia | 8  | 4 | 4 | 0 | 0 | 28 | 8  | +20 |
| Tres Cantos          | 4  | 4 | 2 | 0 | 2 | 15 | 18 | -3  |
| Grenoble Yetis       | 4  | 4 | 2 | 0 | 2 | 9  | 11 | -2  |
| Razorbacks Zug       | 2  | 4 | 1 | 0 | 3 | 16 | 24 | -8  |
| Lions Arezzo         | 2  | 4 | 1 | 0 | 3 | 9  | 16 | -7  |

| Grenoble 30 ottobre 2010 | Grenoble Yetis | 2 – 1 | Lions Arezzo |  |

| Grenoble 30 ottobre 2010 | Pirati Civitavecchia | 11 – 5 | Razorbacks Zug |  |

| Grenoble 30 ottobre 2010 | Tres Cantos | 3 – 4 | Lions Arezzo |  |

| Grenoble 30 ottobre 2010 | Pirati Civitavecchia | 7 – 1 | Tres Cantos |  |

| Grenoble 30 ottobre 2010 | Grenoble Yetis | 2 – 1 | Razorbacks Zug |  |

| Grenoble 31 ottobre 2010 | Razorbacks Zug | 6 – 4 | Lions Arezzo |  |

| Grenoble 31 ottobre 2010 | Grenoble Yetis | 3 – 4 | Tres Cantos |  |

| Grenoble 31 ottobre 2010 | Lions Arezzo | 0 – 5 | Pirati Civitavecchia |  |

| Grenoble 31 ottobre 2010 | Razorbacks Zug | 4 – 7 | Tres Cantos |  |

| Grenoble 31 ottobre 2010 | Grenoble Yetis | 2 – 5 | Pirati Civitavecchia |  |

### Final Eight

#### Girone A
| Squadra               | Pt | G | V | N | P | GF | GS | DR |
| --------------------- | -- | - | - | - | - | -- | -- | -- |
| Edera Trieste         | 4  | 3 | 2 | 0 | 1 | 17 | 11 | +6 |
| Grenoble Yetis        | 3  | 3 | 1 | 1 | 1 | 8  | 9  | -1 |
| Villeneuve-la-Garenne | 3  | 3 | 1 | 1 | 1 | 11 | 13 | -2 |
| Hawks d’Angers        | 2  | 3 | 1 | 0 | 2 | 10 | 13 | -3 |

| Trieste 27 novembre 2010 | Edera Trieste | 6 – 1 | Grenoble Yetis |  |

| Trieste 27 novembre 2010 | Hawks d’Angers | 6 – 2 | Villeneuve-la-Garenne |  |

| Trieste 27 novembre 2010 | Hawks d’Angers | 3 – 6 | Edera Trieste |  |

| Trieste 27 novembre 2010 | Villeneuve-la-Garenne | 2 – 2 | Grenoble Yetis |  |

| Trieste 27 novembre 2010 | Villeneuve-la-Garenne | 7 – 5 | Edera Trieste |  |

| Trieste 28 novembre 2010 | Hawks d’Angers | 1 – 5 | Grenoble Yetis |  |

#### Girone B
| Squadra      | Pt | G | V | N | P | GF | GS | DR  |
| ------------ | -- | - | - | - | - | -- | -- | --- |
| Rubì         | 5  | 3 | 2 | 1 | 0 | 12 | 9  | +3  |
| Tres Cantos  | 4  | 3 | 2 | 0 | 1 | 19 | 7  | +12 |
| Gran Canaria | 2  | 3 | 1 | 0 | 2 | 6  | 11 | -5  |
| Monleale     | 0  | 3 | 0 | 0 | 3 | 7  | 17 | -10 |

| Trieste 27 novembre 2010 | Monleale | 3 – 3 | Gran Canaria |  |

| Trieste 27 novembre 2010 | Rubì | 5 – 4 | Tres Cantos |  |

| Trieste 27 novembre 2010 | Gran Canaria | 2 – 2 | Rubì |  |

| Trieste 27 novembre 2010 | Monleale | 1 – 9 | Tres Cantos |  |

| Trieste 28 novembre 2010 | Gran Canaria | 1 – 6 | Tres Cantos |  |

| Trieste 27 novembre 2010 | Rubì | 5 – 3 | Monleale |  |

#### Semifinali
| Trieste 28 novembre 2010 | Edera Trieste | 9 – 8 | Tres Cantos |  |

| Trieste 28 novembre 2010 | Rubì | 1 – 2 | Grenoble Yetis |  |

#### Finale 7º posto
| Trieste 29 novembre 2010 | Hawks d’Angers | 15 – 2 | Monleale |  |

#### Finale 5º posto
| Trieste 29 novembre 2010 | Villeneuve-la-Garenne | 10 – 0 | Gran Canaria |  |

#### Finale 3º posto
| Trieste 29 novembre 2010 | Tres Cantos | 4 – 8 | Rubì |  |

#### Finale 1º posto
| Trieste 29 novembre 2010 | Edera Trieste | 3 – 5 | Grenoble Yetis |  |